# Wegrand

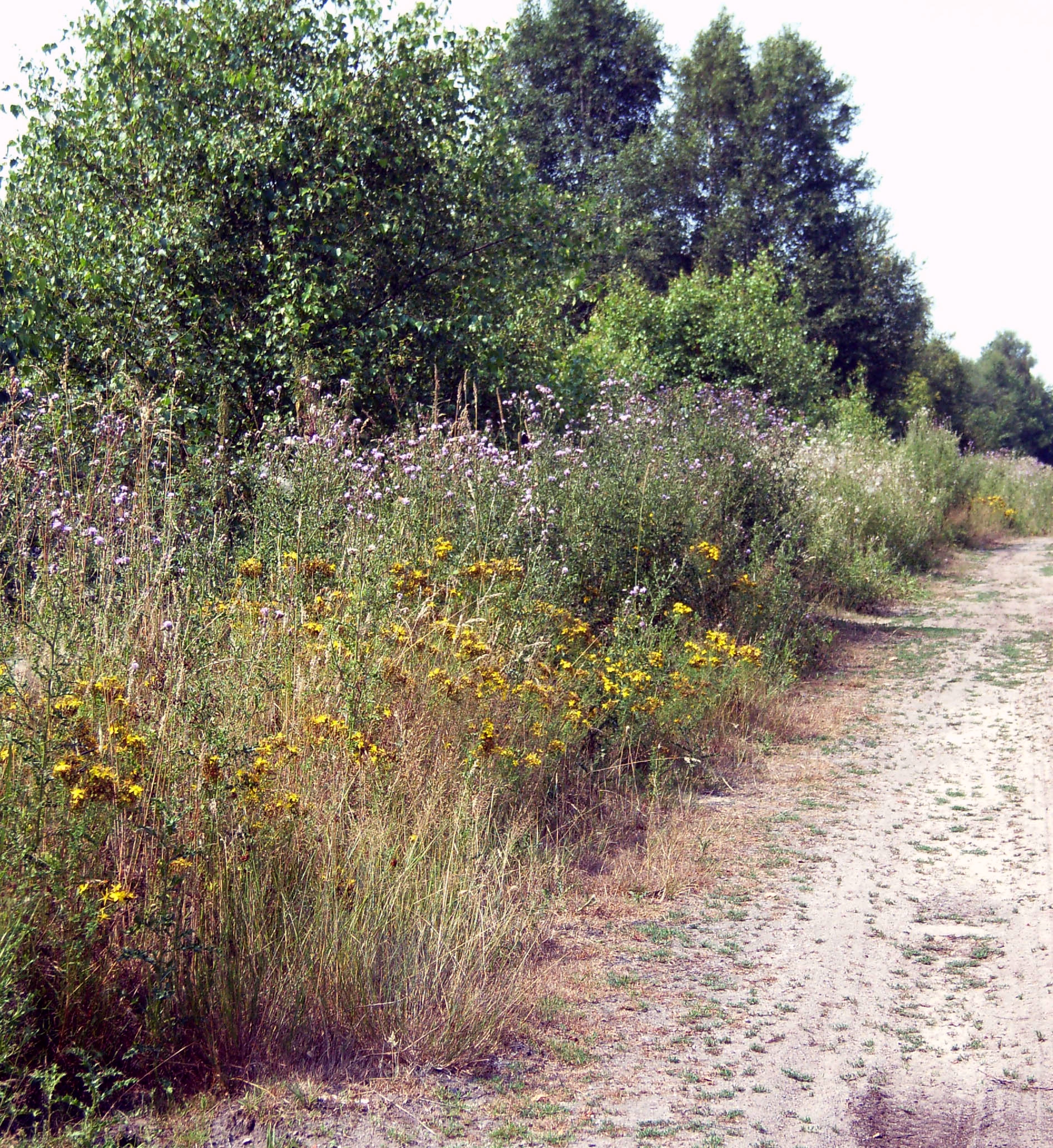
Wegrandpflanzen

Wegränder, Wegböschungen und Straßenränder stellen eine eigene Form von Biotopen dar und gehören im Speziellen zu den Saumbiotopen. 

## Bedingungen
Voraussetzung dafür ist die Naturbelassenheit der Randzonen, die z. B. Spritzen mit Herbiziden ausschließt und sparsame Rodungen oder Mähen voraussetzt. Derart geschonte Randbereiche bieten Lebensraum für allerlei Insekten, Kleinsäuger und Spinnen.
An Feldwegen findet sich noch ab und an ein alter Heckenbestand, der für viele Vogelarten wichtiger Lebensraum ist.
Entlang größerer Straßen vorhandene Bankette und Randböschungen sind durch Einflüsse der Fahrbahn wie Reifenabrieb und Auftausalze stark beeinträchtigt. Häufig wachsen die Bankette durch akkumulierten Staub nach und nach in die Höhe und werden gelegentlich abgeschält. Typische Vegetation dieser regelmäßig gemähten, aber sonst meist sich selbst überlassenen Streifen sind ruderale Fettwiesen mit der vorherrschenden Grasart Glatthafer. Oft ist auf magereren Ausprägungen die Wilde Möhre kennzeichnend. Für die stärker belasteten Rand- und insbesondere Mittelstreifen charakteristisch sind salzertragende Arten wie Dänisches Löffelkraut, Gewöhnlicher Salzschwaden und Meldenarten wie Glanz-Melde und Verschiedensamige Melde.
Der Wegrand wurde vom Naturschutzzentrum Hessen zum Biotop des Jahres 1994 ausgerufen.

## Flora

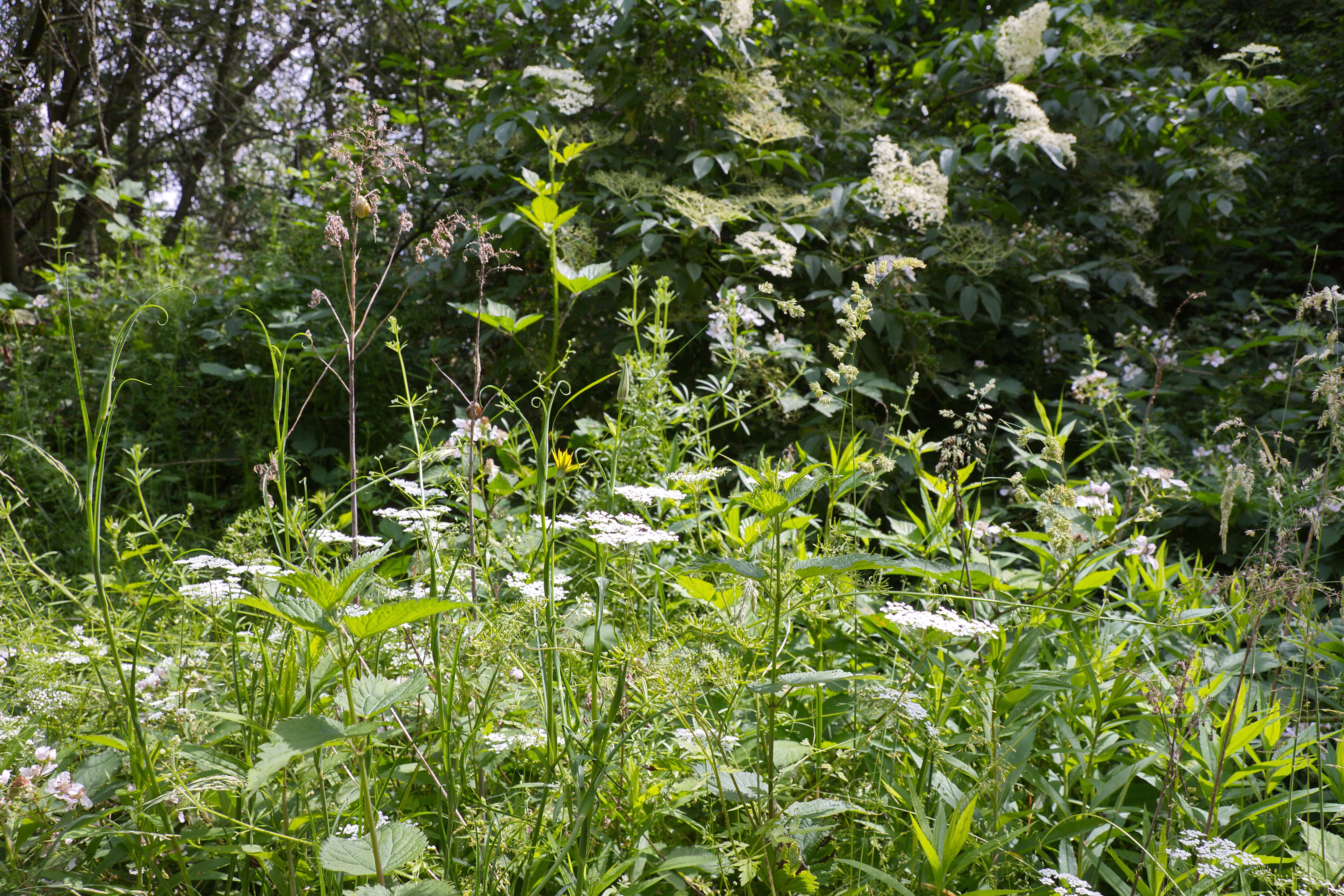
Wegrand am Brelinger Berg

Typische nichtverholzende Arten der Wegrandflora sind u. a.:
- Rainfarn
- Wegeriche
- Wegrauke
- Wegwarte (man beachte die Namen!)
- Klatschmohn
- Schafgarbe
- Natternkopf
- Brennnessel
- Beifuß
- Kratzdisteln